# Xôi

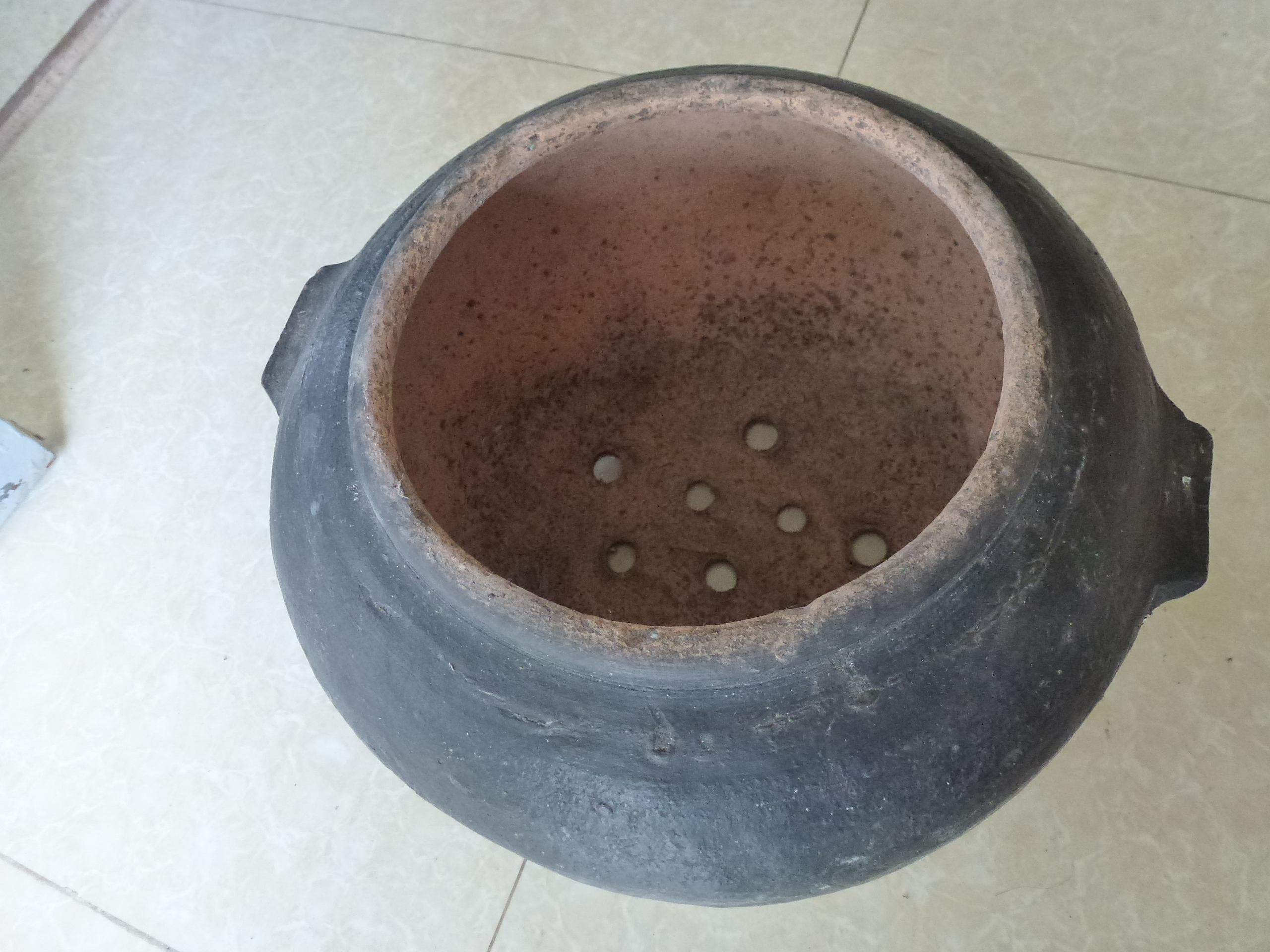
Cuiseur traditionnel.

Le xôi est un plat vietnamien sucré (ngọt), ou salé (mặn), préparé à partir de riz gluant et d'autres ingrédients. 
Bien qu'il soit souvent servi en tant que dessert, dans les nombreuses régions montagneuses du Viêt Nam, notamment pour les tribus indigènes des Montagnes Centrales et des montagnes Hoàng Liên Sơn dans le nord du Viêt Nam, la population consomme le xôi en tant que plat principal. Le xôi constitue aussi un petit déjeuner sur le pouce ordinaire, ainsi qu'un snack populaire à travers tout le pays.

## Variétés
Certaines variantes comme le xôi lam, spécialité des minorités des montagnes, sont cuites dans des tubes en bambou (Neohouzeaua (en)). Il peut être sucré ou salé (accompagné de poulet ou de porc grillé).

### Sucrées

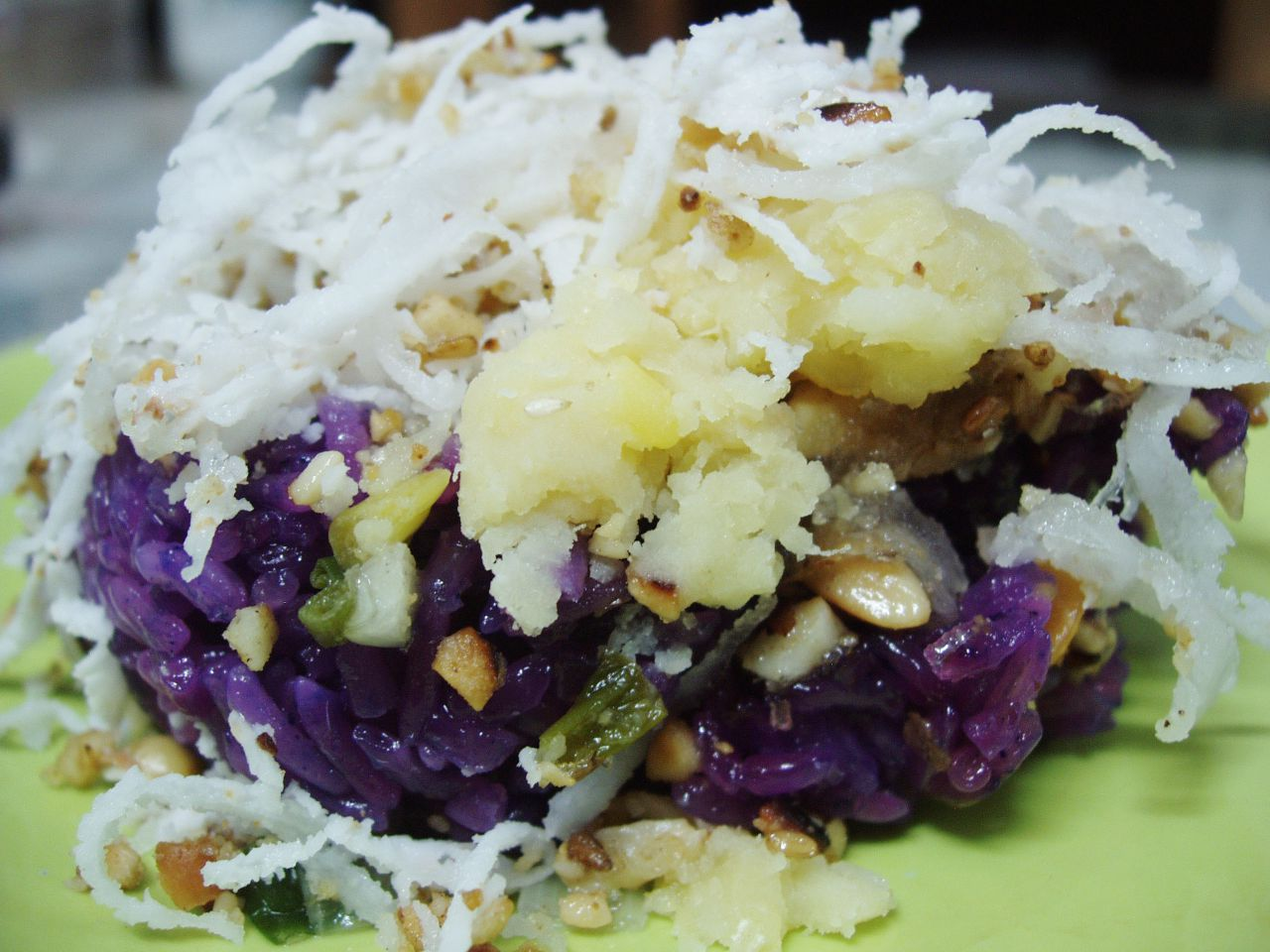
Xôi lá cẩm.

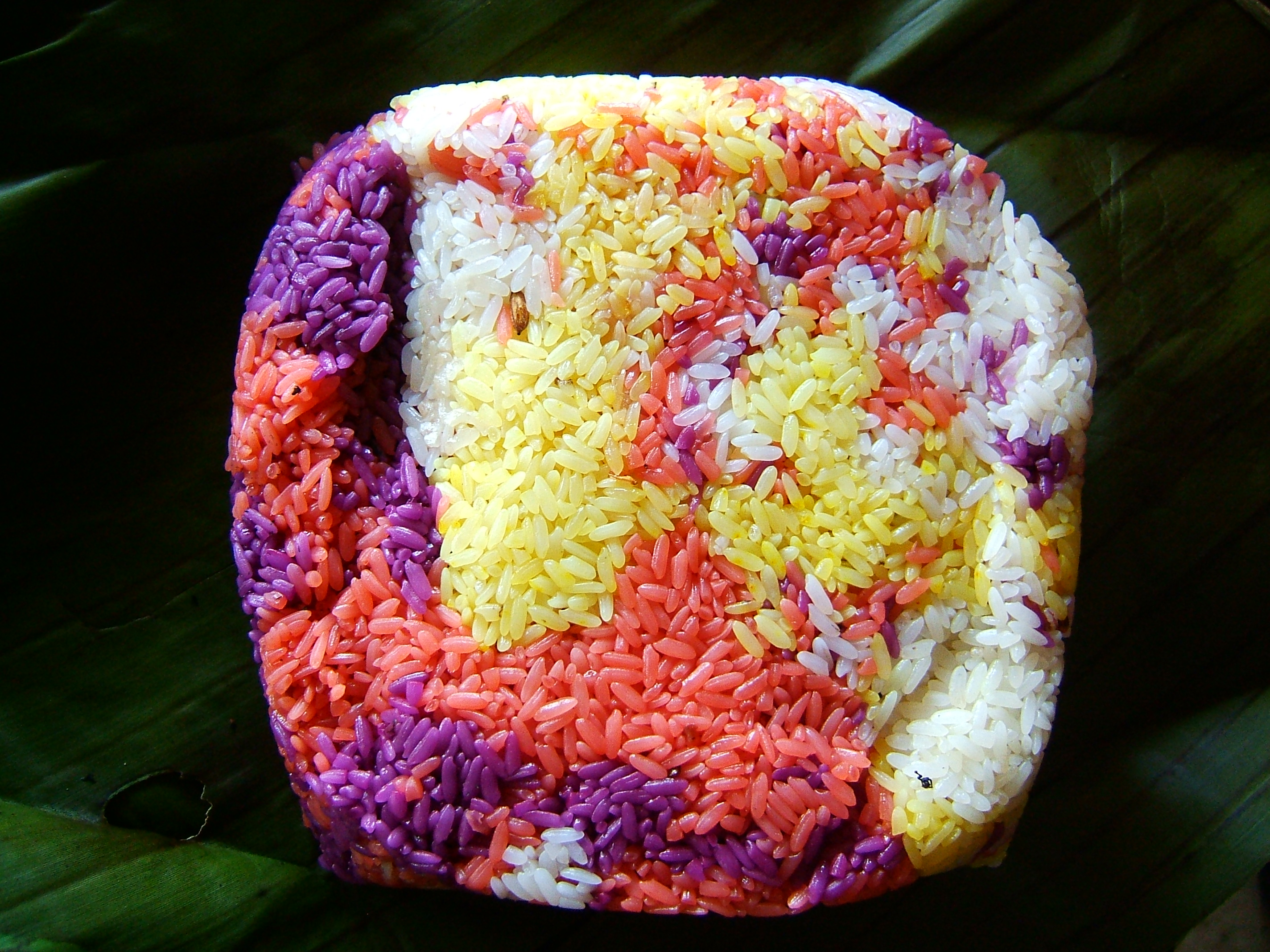
Xôi ngũ sắc.

Les xôi sucrés sont appelés xôi ngọt en vietnamien. Ils peuvent contenir les ingrédients suivants :
- des cacahuètes entières (đậu phộng) ;
- du durian (sầu riêng) ;
- des grains de haricot mungo (đậu xanh) ;
- des grains de haricot urd (đậu đen) ;
- du maïs (bắp) ;
- du maïs cireux ;
- de la mangue (xoài), variante d'origine thaïlandaise ;
- du manioc (khoai mì) ;
- des vers à soie (nhộng).

Le xôi vò est une variante dont les grains de riz ne collent pas entre eux car ils sont enrobés de pâte de haricots mungo. Le xôi vị est une variante compactée cuite avec des feuilles de pandan. Le xôi xiêm est cuit dans de l'eau de coco.
Ils peuvent être colorés avec :
- du gấc ;
- de l'extrait de lá cẩm (en), donnant une couleur violette ;
- de l'extrait de pandan (lá dứa), donnant une couleur verte et un arôme distinct ;
- du riz gluant noir (nếp than).

Le xôi ngũ sắc utilise le pandan, le gấc, le lá cẩm (en) et le haricot mungo (đậu xanh), pour produire une variante à cinq couleurs.
Ils peuvent être garnis avec :
- des cacahuètes hachées ;
- des graines de sésame ;
- du lait de coco épaissi avec de la fécule ;
- des lanières de noix de coco (dừa) ;
- des oignons frits ;
- du sel ;
- du sucre.

### Salé

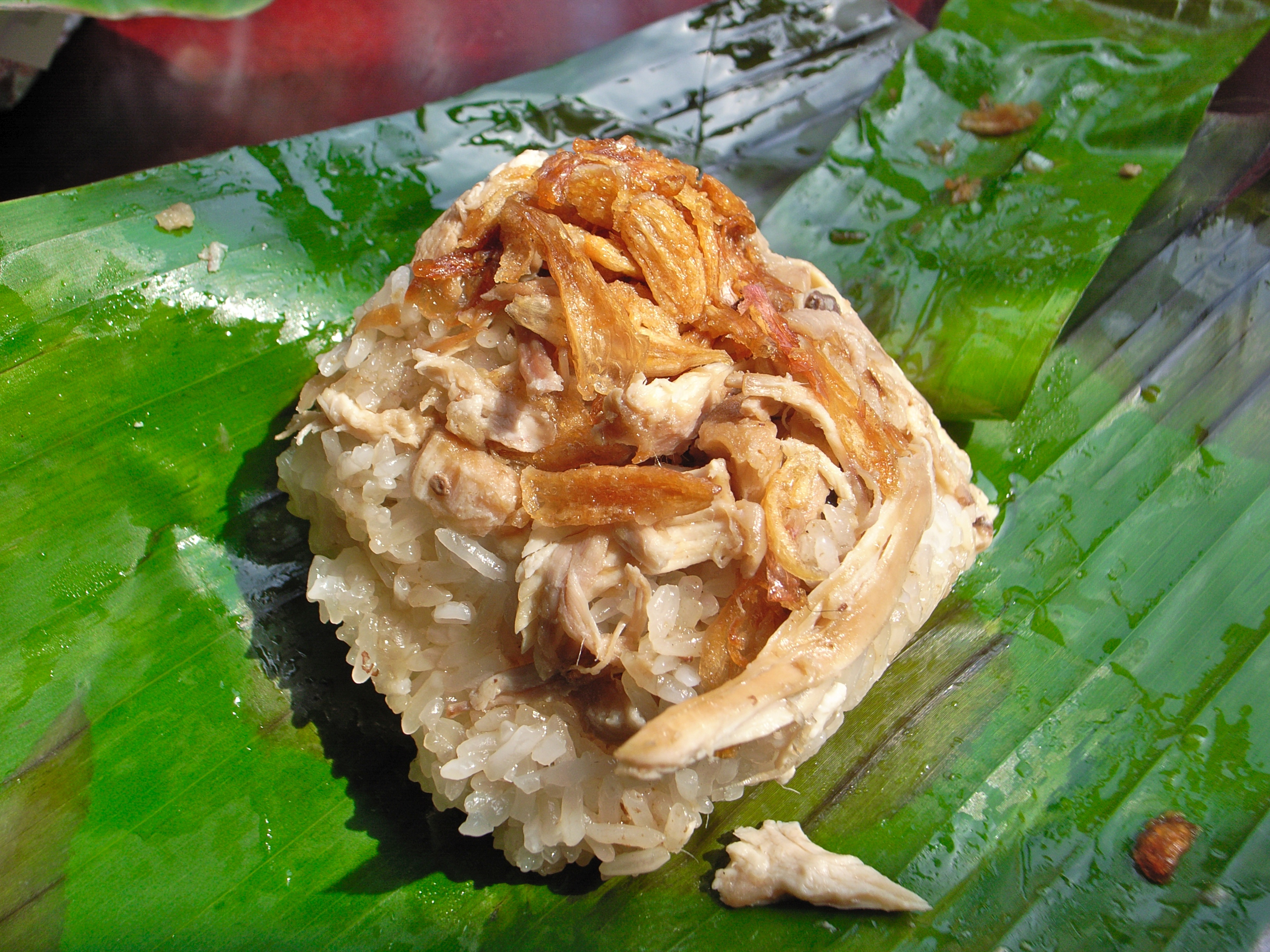
Xôi gà (poulet).

Les xôi salés sont appelés xôi mặn en vietnamien. Ils peuvent contenir les ingrédients suivants :
- du chà bông ;
- du haricot mungo, il est alors appelé xôi khúc ;
- du lạp xưởng, une saucisse asiatique ;
- des œufs de caille ;
- du poisson frit (cá) ;
- du poulet (gà).

Le xôi chiên phồng est frit dans l'huile. Le xôi thập cẩm est inspiré du plat cantonais subgum (en) (什錦, Shíjǐn). Quant au xôi xíu mại, il est inspiré des shaomai cantonais.